# Mathilde Nielsen
Mathilde Nielsen, Mathilde Jacobine Augusta Nielsen, född Neumann den  26 oktober 1858 i Köpenhamn, död 11 september 1945, var en dansk skådespelare.

## Filmografi (urval)
- 1920 – Prästänkan
- 1925 – Mannen och hans överman
- 1939 – Skilsmässans barn
- 1942 – Tyrannens fall